# Long Island-klass
Long Island-klassen var en klass bestående av två eskorthangarfartyg, ursprungligen benämnd "AVG" (Aircraft Escort Vessels/Flygplans Eskort Farkoster). De konverterades från C3-klass handelsfartyg.
Det första fartyget i klassen - USS Long Island, ursprungligen AVG-1, senare ACV-1 och sedan CVE-1 - sjösattes den 11 januari 1940 och tjänstgjorde i den amerikanska flottan under hela andra världskriget.
Det andra och sista fartyget i klassen - HMS Archer (D78) - sjösattes den 14 december 1939 och tjänstgjorde i Royal Navy under hela andra världskriget. Det finns också upptaget i den amerikanska flottans register som BAVG-1; "B" stod förmodligen för "brittisk".